# Siobhan Redmond
Siobhan Redmond (Glasgow, 27 luglio 1959) è un'attrice scozzese.

## Biografia
Studentessa di letteratura inglese all'Università di St Andrews (da cui nel 2000 riceverà anche un dottorato onorario in lettere), con una borsa di studio studia anche al Bristol Old Vic. Il debutto risale al 1982 nello sketch show There's Nothing to Worry About!.

## Filmografia
- There's Nothing to Worry About!
- Mistery, regia di Bob Swaim (1986)
- Duet for One, regia di Andrej Končalovskij (1986)
- Bulman
- Turn on to T-Bag
- The Play on One
- Casting Off
- Hard Cases
- Look Back in Anger
- Alice attraverso lo specchio, regia di James Bobin (2016)

## Televisione
- L'ispettore Barnaby (Midsomer Murders) – serie TV, episodi 9x08-22x01 (2006-2021)
- Regine del mistero (Queens of Mystery) – serie TV, 12 episodi (2019-2021)
- Delitti in Paradiso (Death in Paradise) – serie TV, episodio 14x04 (2025)